# Вълна на Фарадей
Вълните на Фарадей са нелинейни стоящи вълни, които се появяват на повърхността на флуиди, разположени в осцилиращ (вибриращ) съд. Те са наречени на Майкъл Фарадей, който първи ги описва в приложение към статия във Философски доклади на Кралското научно дружество в Лондон през 1831. Ако слой на течност е разположен над вертикално осцилиращо бутало, възниква форма на стояща вълна, която осцилира с половината от честотата на възбуждане. Тези вълни могат да са с формата на ленти, хексагони и дори квадрати и квазикристални фигури. Фарадееви вълни се наблюдават например като тънки ленти на повърхността на течност, намираща се в чаша за вино, когато последната звънти. Формата на възбуждащите трептения не е необходимо да е синусоидална. Тя може да е с каквато и да е периодична форма. Когато са смесени две честоти, се наблюдава по-сложна конфигурация от вълнови форми.